# Jakub Bilke
Jakub Bilke (Radom, 11 de febrero de 1974 - Varsovia, 7 de noviembre de 2014) fue un futbolista polaco que jugaba en la demarcación de delantero.

## Biografía
En 1990 debutó como futbolista con el Broń Radom de su ciudad natal. Tras jugar en el Sokół Pniewy y en el Radomiak Radom, fichó por un año con el Stal Stalowa Wola, y por otro año con el Hetman Zamość. En 1998 fichó por el GKS Bełchatów, con el que ganó la I Liga, ascendiendo así de categoría. También jugó durante un año en Alemania, con el FC Stahl Eisenhüttenstadt. Posteriormente volvió a Polonia para jugar en clubes como el Jagiellonia Białystok o el MG MZKS Kozienice. Se retiró en 2008 en el Szydłowianka Szydłowiec.
Falleció el 7 de noviembre de 2014 en Varsovia a los 40 años de edad tras sufrir una grave enfermedad del páncreas.

## Clubes
| Club                      | País     | Año         |
| ------------------------- | -------- | ----------- |
| Broń Radom                | Polonia  | 1990 - 1993 |
| Sokół Pniewy              | Polonia  | 1993 - 1994 |
| Radomiak Radom            | Polonia  | 1994 - 1996 |
| Stal Stalowa Wola         | Polonia  | 1996        |
| Hetman Zamość             | Polonia  | 1996 - 1997 |
| Broń Radom                | Polonia  | 1997 - 1998 |
| GKS Bełchatów             | Polonia  | 1998        |
| Blekitni Kielce           | Polonia  | 1999        |
| Siarka Tarnobrzeg         | Polonia  | 1999 - 2000 |
| FC Stahl Eisenhüttenstadt | Alemania | 2000 - 2001 |
| Radomiak Radom            | Polonia  | 2001        |
| Jagiellonia Białystok     | Polonia  | 2001        |
| Star Starachowice         | Polonia  | 2001 - 2002 |
| Radomiak Radom            | Polonia  | 2002        |
| MG MZKS Kozienice         | Polonia  | 2002 - 2005 |
| GLKS Nadarzyn             | Polonia  | 2005        |
| Powiślanka Lipsko         | Polonia  | 2005 - 2006 |
| Czarni Dęblin             | Polonia  | 2006        |
| Szydłowianka Szydłowiec   | Polonia  | 2008        |

## Palmarés

### Campeonatos nacionales
| Título | Club          | País    | Año  |
| ------ | ------------- | ------- | ---- |
| I Liga | GKS Bełchatów | Polonia | 1998 |